# Salamine de Chypre
Pour les articles homonymes, voir Salamine (homonymie).

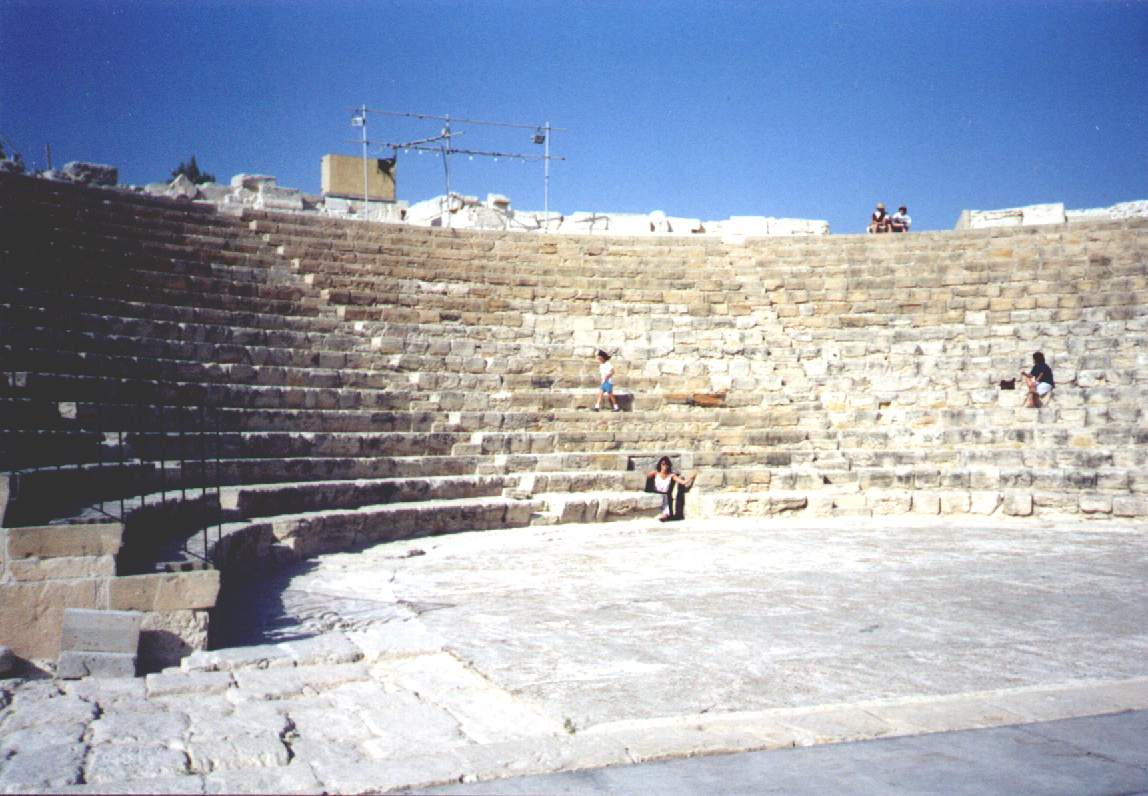
Théâtre de Salamine

Salamine de Chypre (grec ancien : Σαλαμίς / Salamís ; grec moderne : Σαλαμίνα / Salamína) est une ancienne cité-État grecque de l'île de Chypre.

## Géographie

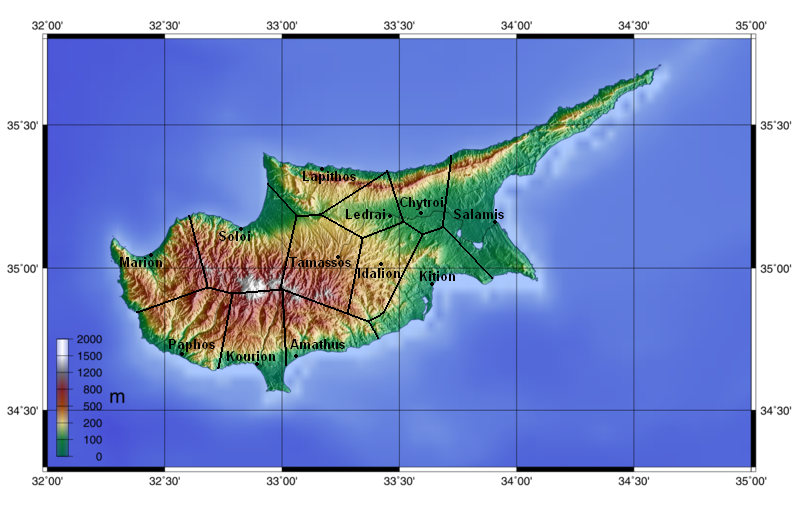
Cités-États chypriotes de l’Antiquité

Salamine de Chypre est située à 6 km au nord de Famagouste, sur la côte orientale au bord du fleuve Pedieos. Sa position côtière sur la mer Méditerranée a été un facteur important de sa croissance économique et explique la diversité de sa population composée notamment de Phéniciens, Grecs, Perses et Égyptiens.
Le minerai de cuivre de Chypre a fait de l'île un nœud essentiel dans les réseaux commerciaux.
Les Phéniciens de Tyr se sont installés à Kition. Les échanges commerciaux avec Salamine ont été intenses.

## Histoire
Ce territoire était déjà peuplé dès le XIe millénaire av. J.-C.  Mais très peu de traces antérieures au VIIIe siècle av. J.-C. ont été retrouvées. La ville est toutefois mentionnée par une des inscriptions assyriennes comme un des royaumes d'Iadnana (Chypre). En  -877, une armée assyrienne a atteint les rivages de la Méditerranée pour la première fois. En -708, les rois de la ville de Chypre ont rendu hommage à Sargon II d'Assyrie (Burkert).
Elle fut le lieu de trois importantes batailles dans l'antiquité, une lors de la révolte ionienne, débouchant sur le début des guerres médiques, une lors de l'hégémonie de la Ligue de Délos, annonçant la fin des hostilités entre celle-ci et l’Empire perse, et la dernière lors des guerres des diadoques, opposant Ptolémée Ier et son frère Ménélaos face à Démétrios fils d'Antigone, permettant à ces derniers de se déclarer roi et d'augmenter la taille de leur armée de près de 20 000 soldats.
Sa fondation  mythique est attribuée à Teucros, fils de Télamon, roi de l’île de Salamine dans le golfe saronique. Sa création est liée au mythe du retour (nostos) de la guerre de Troie. Les témoignages archéologiques confirment une création au début du XIe siècle av. J.-C.
Principaux rois de Salamine de Chypre :
Les rois dont le règne est antérieur à celui de Nicoclès (ceux ayant régné sur la cité du XIe siècle av. J.-C. au début du Ve siècle av. J.-C.) ne sont pas mentionnés. 
- Ve siècle av. J.-C. : Nicoclès.
- 410-374 av. J.-C. : Évagoras Ier († 374 av. J.-C.). Fils de Nicoclès (roi précédent), était en exil en Cilicie à la suite de la prise de la ville par les Phéniciens. L'’île de Chypre est envahie par les Perses qui en font la cinquième satrapie de leur empire. En 410 av. J.-C., Évagoras réunit des troupes et s’empare de la ville pour récupérer son trône, mais il reste sous la suzeraineté des Perses. Après des heurts avec les Perses, il entre en conflit avec eux. Il est aidé par les Athéniens : Salamine joue ainsi un rôle important dans les affrontements entre Perses et Grecs comme le montrent des textes littéraires et des inscriptions. Les rois de Kition, alliés des Perses, affrontent les rois de Salamine qui soutiennent les cités grecques, chacun voulant agrandir ses terres. Évagoras est assassiné en 374 av. J.-C. par un eunuque avec son fils aîné Pnytagoras.
- 374-353 av. J.-C. : Nicoclès (395-353 av. J.-C.). Deuxième fils d'Évagoras, il est à son tour assassiné par les Perses pour avoir rejoint la révolte des satrapes de Phénicie.
- 353-351 av. J.-C. : Évagoras II (353-346 av. J.-C.). Fils ou jeune frère de Nicoclès, il est chassé du pouvoir à la suite d'une révolte conduite par son neveu Pnytagoras. Évagoras II est par la suite satrape pour le compte du grand roi perse Artaxerxès III (351-349 av. J.-C.), puis roi de Sidon (349-346 av. J.-C.). Chassé du pouvoir par la population de Sidon, il se réfugie à Chypre, où il est capturé et mis à mort par son neveu Pnytagoras.
- 351 av. J.-C.-... : Pnytagoras Il combat aux côtés d'Alexandre le Grand lors du siège de Tyr. En récompense, Alexandre laisse aux cités de Chypre une grande autonomie.
- ...-310 av. J.-C. : Nicocréon († 310 av. J.-C.). En 315 av. J.-C., il s'allie à Ptolémée Ier contre Antigone. En 312 av. J.-C., lorsque l'île passe sous le contrôle de Ptolémée Ier, il est nommé gouverneur général de Chypre. En 310 av. J.-C., il est contraint au suicide par Ptolémée pour avoir négocié avec Antigone. Sa veuve, Axiothéa, transforma ce suicide en carnage car elle égorgea ses deux filles et persuada ses beaux-frères et belles-sœurs de se tuer avant de se suicider elle aussi.

Après la mort de Nicocréon, Chypre devient un champ de bataille entre Ptolémée Ier d'Égypte et Démétrios Ier Poliorcète, le fils d'Antigone, qui cherche à récupérer l’île. En 306 av. J.-C., Démétrios est victorieux de la flotte égyptienne mais Ptolémée est vainqueur en 294 av. J.-C. Salamine reste sous la totale domination égyptienne pendant deux siècles. En effet, Salamine perd son autonomie politique ainsi que ses rois, remplacés par des gouverneurs égyptiens.
On rapporte que Saint Barnabé, né à Chypre, y aurait subi le martyre. La forme du martyre diverge selon les sources : pendaison, crémation ou lapidation.
En 117 ap. J.-C., la répression d'une insurrection juive aboutit à la destruction de la ville. Puis c'est un tremblement de terre vers 340. Re-fondée par l'empereur Constance II au IVe siècle, sous le nom de Constantia, la ville est définitivement détruite par les Arabes en 647.
Les premières pièces de monnaie furent frappées au VIe siècle av. J.-C.

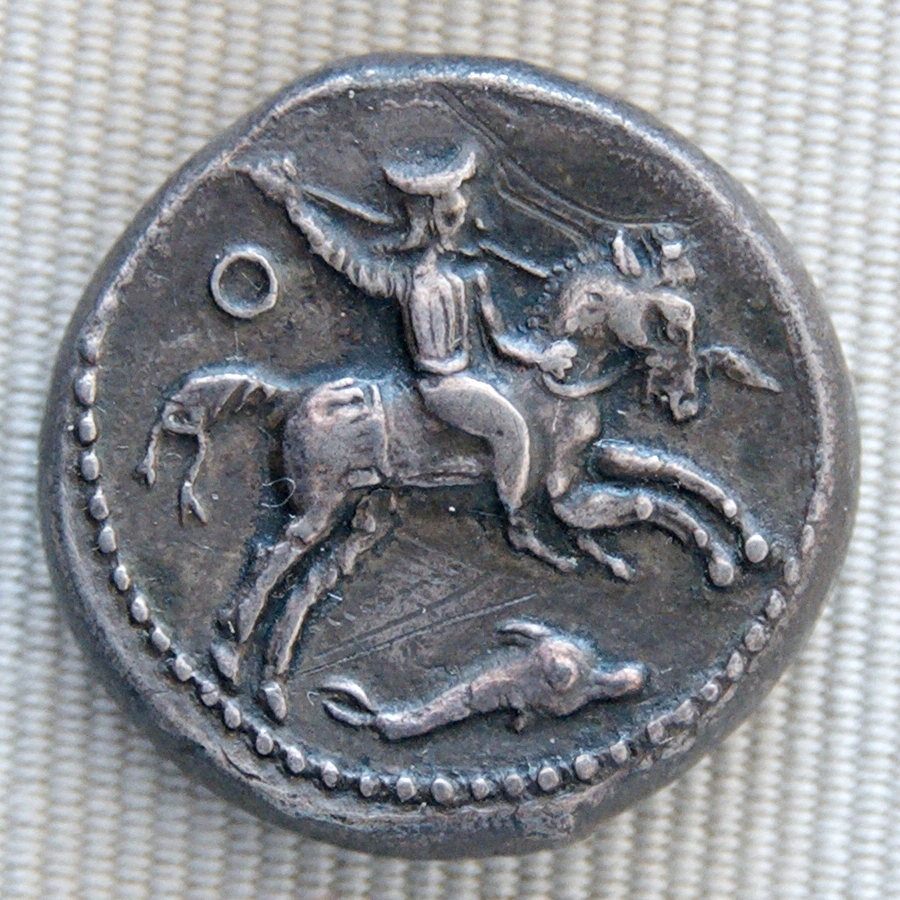
Evagorias II

En 1070, un tremblement de terre à Enkomi conduisit la population à se déplacer à Salamine.
Le mythique Teucros arrivant de Sidon et les colons venus d’Argos via Kourion ont influencé l’architecture avec des éléments orientaux et argiens.
L'orateur Isocrate nous apprend que, vers 400, la cité connaît un développement urbanistique considérable.

## Vestiges

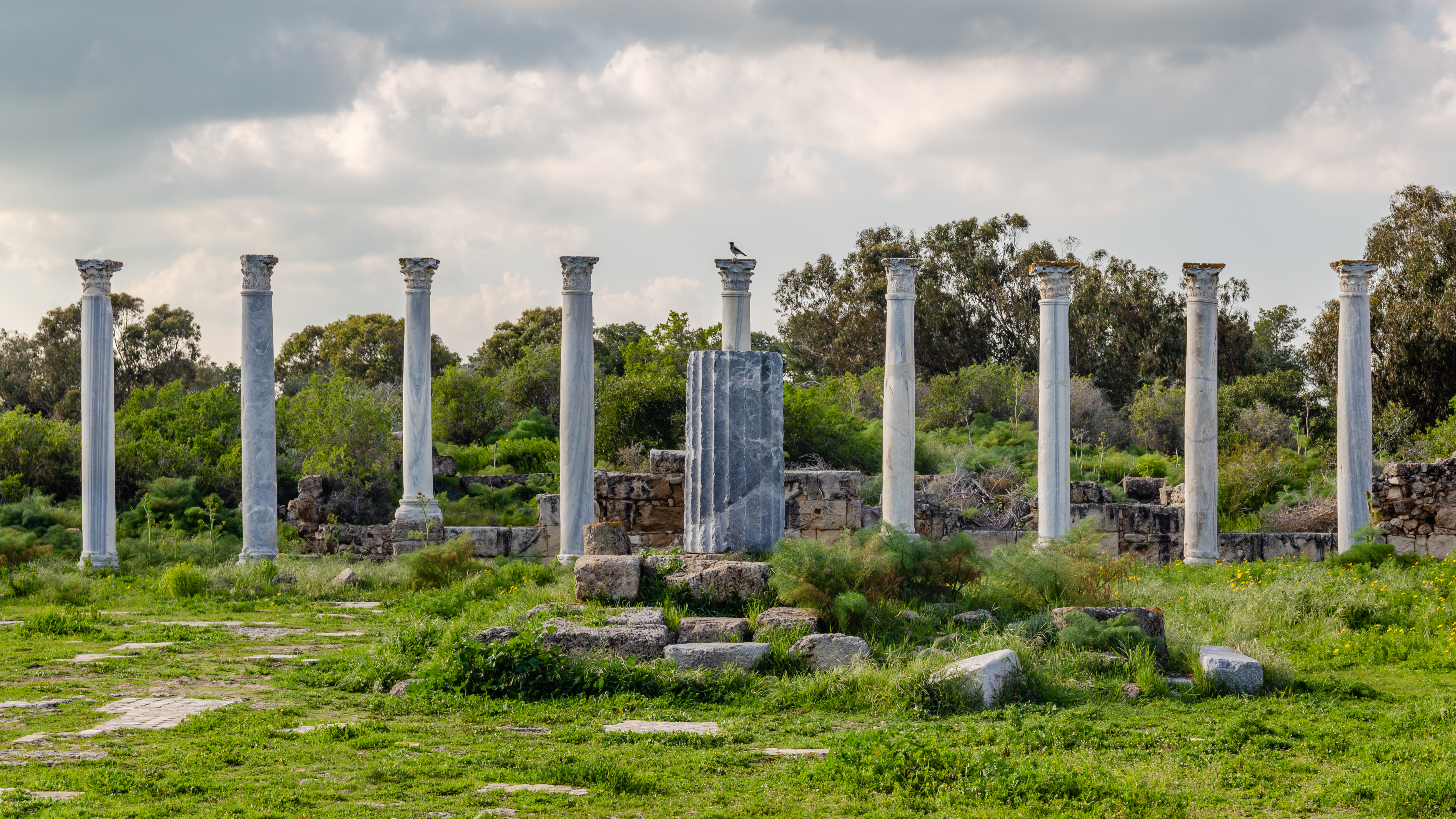
Colomnes d'un hammam à Salamine de Chypre. Février 2019.

Salamine est un site archéologique très riche qui s'étend sur 5 km2. De nombreux bâtiments ont été mis au jour, dont une nécropole à mi-chemin entre l’entrée du site et le couvent de Saint Barnabé.

### Nécropole

Tombeau n° 79

Des fouilles réalisées sur le secteur ont mis en évidence de nombreuses tombes datant des VIIIe et VIIe et contenant des objets précieux. On a  trouvé un trône en lapis-lazuli, or et électrum, incrusté de têtes d’animaux et d'hommes.
La plus spectaculaire est la tombe T79 datant de -700, sans équivalent à Chypre. On y a retrouvé des objets syro-palestiniens, témoins de la présence des contacts avec la Phénicie : chaudron en bronze, trépied… 
Une mission française a mis au jour une riche tombe du XIe siècle, ainsi qu’un sanctuaire consacré au Grand Dieu de la cité (désigné comme Zeus).
Malgré les nombreux pillages, trois importantes sépultures ont été épargnées offrant un mobilier funéraire composé d’un lit d’apparat couvert d’ivoire, des fauteuils, et des objets destinés à la vie après la mort. Une grande partie est exposée au Cyprus Museum.
Les fouilles ont montré que des chevaux ont été sacrifiés en l’honneur des morts et des offrandes d'huile d'olive. Certains savants ont interprété ces faits comme l'influence des Épopées Homériques à Chypre.
Des inhumations d'enfants dans des amphores cananéennes indiquent une présence phénicienne. 
En 2006 a été découvert une tombe royale d’environ -800.

### Bâtiment

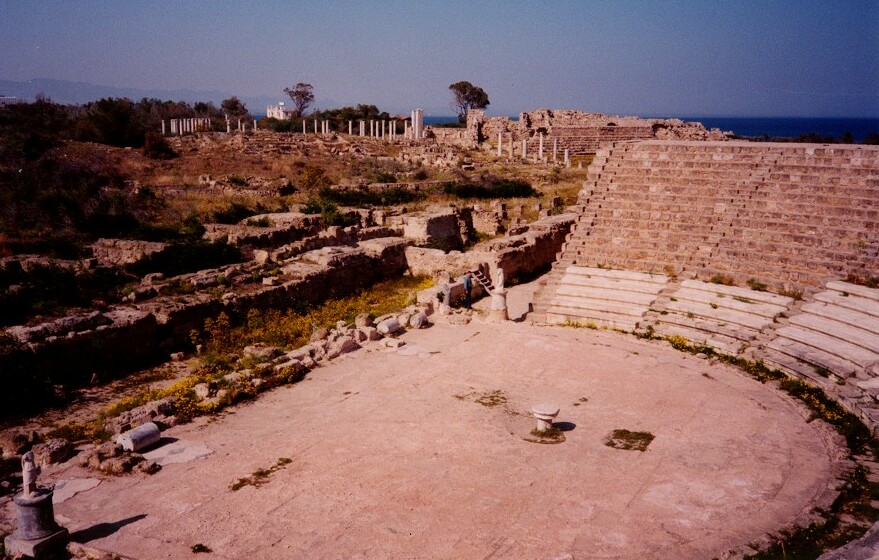
Le théâtre

Les fouilles confirment que Salamine était bien un des royaumes les plus importants de l'île, ainsi que l'un des plus anciens. Parmi les nombreux bâtiments mis au jour, un gymnase et des thermes, une citerne, construite dans l’axe de l’amphithéâtre, le théâtre qui est un des plus grands, des remparts, la basilique de la Campanopetra,  et le temple de Zeus. Un port et un cimetière du -III.
Des statuettes en calcaire et en terre cuite retrouvés.
Un temple périptère est construit sur un podium au-dessus d’une esplanade de 250/95 m avec des éléments architecturaux mélangeant architrave, frises doriques, chapiteaux de style corinthien.

## Tourisme
Salamine est un important site antique de Chypre. Le tourisme y est présent avantagé par la présence de plusieurs sites rapprochés et du Cyprus Museum (musée archéologique national), à Nicosie.